# Селище Литвинівка
Селище Литвинівка — місцевість на півночі Харкова. Розташоване в Київському районі. Багато людей у Харкові, а особливо місцеві жителі, називають селище «Жуки».

## Історія
Будівництво селища розпочалось після того, як Прикордонне училище перейшло до підприємства п/с А-67 в 1957-58 роках. Перший будинок — за адресою вул. Проскури № 1 побудовано у 1958 році. Селище Литвинівка було призначене переважно для робітників КБ Електроприбор, ПО Комунар, а також ХАІ. Пізніше було побудовано «військове» містечко від Академії ім. Крилова.
Будівництво останньої багатоповерхівки завершене у 1990 році (просп. Жуковського, 15).
Але останній будинок здали в експлуатацію лише у 1993-95 роках (вул. Астрономічна, 35І, до речі, місцеві називають її «Шоколадка»).
Під час будівництва 9-ти поверхівки на вул. Астрономічна 35З, впав баштовий кран. Оператор крану загинув. Ці обставини трохи відсунули терміни здачі будинку в експлуатацію.

## Транспорт
Основна транспортна магістраль селища — вулиця Академіка Проскури. Цією вулицею користуються абсолютно усі види транспорту, що прямують до селища. Існує ще один шлях, щоб потрапити до селища,- зі сторони центру. Це невеличка дорога, що прямує від перехрестя з Білгородським шосе через ліс до гаражів. Але вона не користується особливою популярністю серед водіїв, через погане дорожнє покриття, відсутність освітлення та ще низку факторів.
На перехресті вулиць Академіка Проскури та Астрономічної транспортний потік розділяється. Частина його по вулиці Астрономічній прямує до «Військового містечка». Інша частина потоку потрапляє на проспект Жуковського.

### Автобус
У дальній частині селища, між АГК і житловими будинками, розташована кінцева зупинка «Військове містечко» (це безпосередньо і є вже Військове містечко). Звідси можна виїхати автобусами 278 (с 6:00 до 22:00) (у напрямку Центрального ринку та станції метро «Вокзальна»), 247 (з 6:00 до 23:30) (у напрямку Північної Салтівки) і 33 (з 6:00 до 20:00) (у напрямку Павлового Поля та станції метро «Держпром»).
Іншою кінцевою зупинкою є «Церква». Звідси можна виїхати автобусами 65(з 6:00 до 18:45) (час відправлення від станції метро «Університет»), 302 (з 6:00 до 22:45) (час відправлення від станції метро «Холодна Гора») та 240 (з 6:00 до 23:00) (час відправлення від станції метро «Салтівська»).

### Тролейбус
До селища Литвинівки можна потрапити на тролейбусі маршруту № 2, що вирушає від проспекту Перемоги (коло трамваїв № 20 маршруту), прямує по проспекту Науки, через майдан Свободи, потім вулицею Сумською та Харківським шосе, до розворотного тролейбусного кола на вулиці Академіка Проскури.Та на тролейбусі маршруту №55,що вирушає від кінцевої зупинки «Церква» до Історичного музею.
Перший тролейбус прибуває на Жуки о 5:45 Останній вирушає о 22:00. Інтервали становлять 5-10 хвилин (година-пік) та 9-15 хвилин (увечері після 20:30)
Існує проект подовження тролейбусної колії до кінцевої зупинки «Церква».

## Архітектура
Переважна частина селища складається з приватного сектору. Але десь таку ж частину займають багатоповерхівки. Наприклад, на вулиці Академіка Проскури та Астрономічній вулиці розташовані хрущовки. Будинки по Поздовжній, являють собою типові панельні чешки з 9-ти поверхів.
Частина Астрономічної вулиці, в глибині району, а також проспект Жуковського забудовані типовими будинками різної поверховості −9, 12, 16. Втім, шістнадцятиповерхівка на Жуках є лише одна (пр. Жуковського, 15).

## Освіта та наука
Освіта на Жуках представлена такими навчальними закладами:
- Харківський приватний навчально-виховний комплекс «Гімназія ОЧАГ»
- Харківський санаторний навчально-виховний комплекс №13[2]
- Харківський ліцей № 16
- Харківський ліцей № 37
- Національний аерокосмічний університет «Харківський авіаційний інститут»
- Науково-дослідний корпус університету радіоелектроніки
- Державний науковий центр лікарських засобів[3]

## Спорт і здоров'я
Як і в будь-якому іншому районі Харкова, у дворах багатоповерхових будинків є спортивні майданчики.Переважно сучасні.
Основні спортивні майданчики селища — стадіон ХАІ та аквафітнес центр Волна.

## Їжа
На території селища існує багато місць де можна смачно та дешево перекусити, випити келих пива або коктейлю та трохи розслабитись. Це зумовлено великою кількістю студентських гуртожитків.

## Видатні місця
- Пам'ятник Миколі Жуковському
- Китайська стіна (місцева назва). Це комплекс, що складається з трьох студентських гуртожитків. Зовні немає нічого схожого з Великою Китайською стіною. Але має таку назву, певно, завдяки своїм розмірам (9 поверхів та близько 200 метрів завдовжки).
- Офісна будівля компанії Telesens
- Покинута військова частина (у відкритому доступі)
- «Поле чудес». Це пустир, на якому розташовані покинуте будівництво житлового будинку та старе кладовище. З пустиря відкривається чудовий краєвид на усю Північну Салтівку. Нижче розташовані гаражі.